# Contratiempo
Contratiempo is een Spaanse film uit 2016, geregisseerd door Oriol Paulo.

## Verhaal
De succesvolle zakenman Adrián Doria (Mario Casas) wordt aangeklaagd voor de moord op zijn minnares Laura (Bárbara Lennie). Alles wijst tegen hem. Zijn advocaat Félix heeft daarom Virgina Goodman ingehuurd die hem gaat helpen zijn onschuld te bewijzen. In een periode van één nacht proberen ze samen helder te krijgen wat er precies is gebeurd en wie er achter de moord op Laura zit.

## Rolverdeling
| Acteur          | Personage            |
| --------------- | -------------------- |
| Mario Casas     | Adrián Doria         |
| Bárbara Lennie  | Laura Vidal          |
| Iñigo Gastesi   | Daniel Garrido Ávila |
| Francesc Orella | Félix Leiva          |
| Blanca Martínez | Virginia Goodman     |
| José Coronado   | Tomás Garrido        |
| Ana Wagener     | Elvira Garrido       |
| San Yélamos     | Sonia                |

## Ontvangst

### Recensies
Op Rotten Tomatoes geeft 63% van de 8 recensenten de film een positieve recensie, met een gemiddelde score van 5,83/10.